# Hummerboder
Hummerboderne (tysk Hummerbuden) på friserøen Helgoland i Slesvig-Holsten (Sydslesvig) det nordlige Tyskland, blev oprindelig bygget som skure og værksteder for øens fiskere. Mod slutningen af 1900-tallet blev boderne på øens Underland dog i stigende grad anvendt som salgssteder, gallerier og cafer for turisterne. De mange farvede boder blev efterhånden en af øens seværdigheder. De er typisk bygget som farvet to-etagers træbygning med flad gavl og hvide vindueskarme.
Boderne er fredet.